# یک مرد مجرد (فیلم ۱۹۲۹)
یک مرد مجرد (انگلیسی: A Single Man) فیلمی صامت به کارگردانی هری بومونت است که سال ۱۹۲۹ منتشر شد.